# 大花古代稀
大花古代稀（英語：Clarkia amoena）, 又名Godetia amoena, Godetia grandiflora，Fleur de satin（鲜花中的锦缎），Farewell to spring，缎带花，别春花。
为一年生草本植物，植株高50厘米-1米，线性叶片长2-7厘米，宽2-6毫米，花朵直径约4厘米，颜色为粉红到浅紫，边缘可呈渐变色，心形花瓣宽大，边缘略分叉，有锦缎的质感和光泽，故也被称为鲜花中的锦缎。
原产自北美西部，分布于从不列颠哥伦比亚省南部到旧金山湾区的沿海丘陵和山区。适合在温暖湿润的环境中生长,栽培品种可以耐零下15度的低温。
目前公认的四个亚种，虽然中间形式常见：
- Clarkia amoena 亚种 amoena
- Clarkia amoena 亚种 huntiana
- Clarkia amoena 亚种 whitneyi (Whitney's farewell to spring)
- Sybil Sherwook

## 参考资料

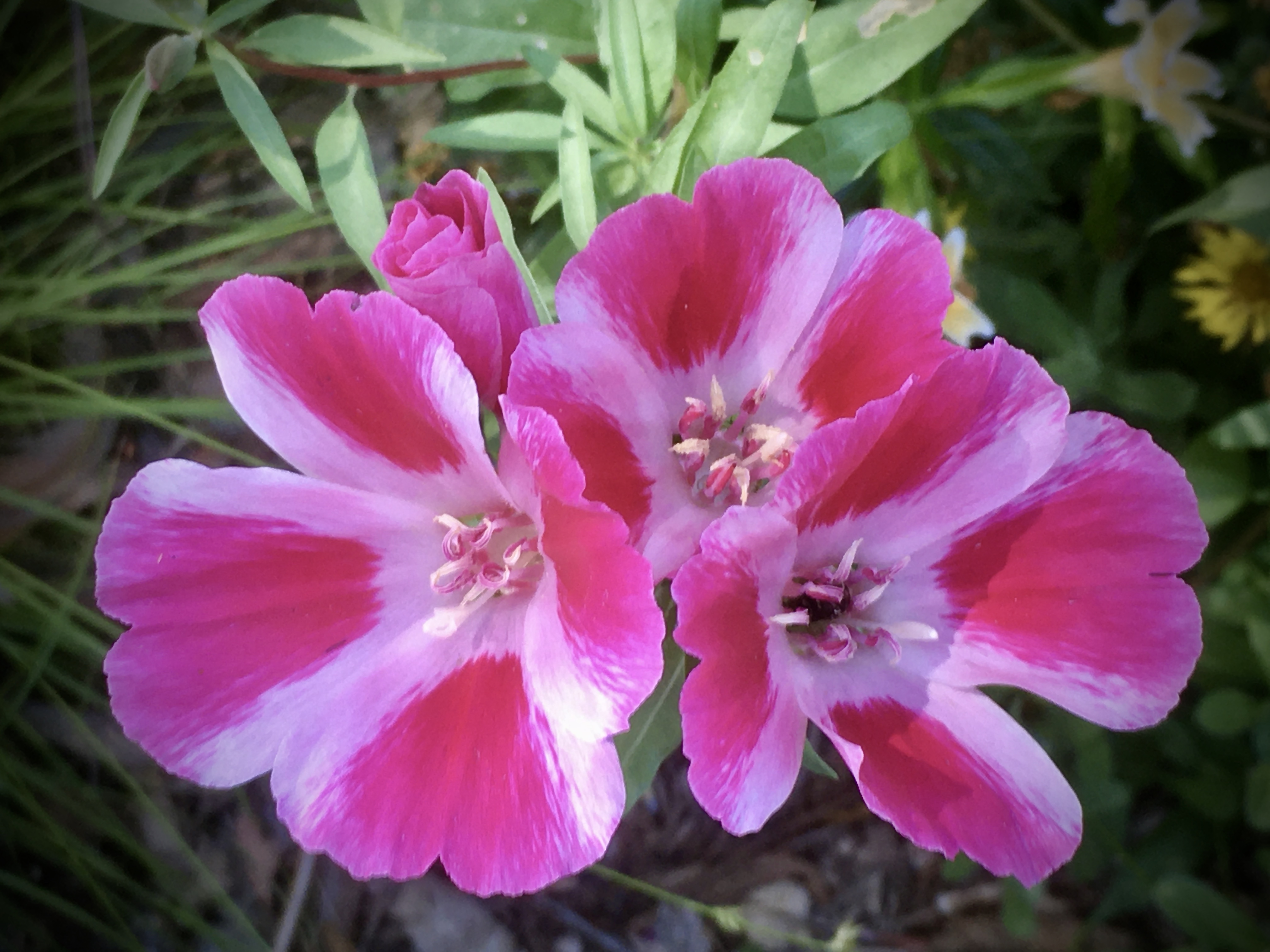
Clarkia amoena at Gamble Garden in Palo Alto, CA